# Grube Mathilde (Helmeroth)
Die Grube Mathilde war eine Blei- und Zinkerzgrube bei Helmeroth in der  Verbandsgemeinde Hamm an der Sieg im Landkreis Altenkirchen in Rheinland-Pfalz. Die Grube lag nördlich von Helmeroth am westlichen  Nisterufer und war eine eher unbedeutende Grube im Siegerländer Erzrevier. Abgebaut wurde silberhaltiges Blei- und Zinkerz.

## Geschichte
Die Grube Mathilde ging 1868 aus der Konsolidation der Einzelgruben Gute Mathilde, Guter Heinrich und Gustav Adolph hervor. Einzelgruben bestanden schon seit 1866.
Das konsolidierte Grubenfeld war verliehen auf Blei, Zink, Eisen und Kupfer.
Die Grube verfügte über einen Oberen Stollen (Lage), einen ca. 500 m langen Tiefen Stollen auf 155,6 m Höhe üNN am Nisterufer (Lage), sowie jeweils einen Maschinenschacht (Lage) und einen Förderschacht (Lage ).
Der Abbau der Erze, welche später per Seilbahn ins Siegtal befördert wurden, erfolgte bis zur 140 m Tiefbausohle, welche über Senkschächte aus dem tiefen Stollen erreichbar war.

### Gangmittel
In einem spezialgefalteten Muldengebiet zwischen Wehbacher- und Wissener-Sattel treten mehrere eher unbedeutende Erzgänge auf. Es handelt sich dabei um einen kurzen NW-SE streichenden, SW-fallenden Gang mit mehreren einzelnen Gangmitteln (z. B. Mittel Gustav Adolph), welche aus Zinkblende und silberreichen Bleierzen bestehen. Spateisenstein war ebenfalls in geringer Menge vorhanden, wurde aber nicht abgebaut.

### Nachfolgenutzung
Auf dem Gelände um den Tiefen Stollen herum liegt heute ein Campingplatz. 2010 wurde zur Abschätzung von geothermischen Nutzungsmöglichkeiten der Ausfluss der Grubenwässer aus dem Tiefen Stollen untersucht.